# Curuçá (rzeka)
Curuçá (port. Rio Curuçá) – rzeka w północno-zachodniej Brazylii, w stanie Amazonas. Rzeka wypływa w południowo-zachodniej części stanu i płynie w kierunku północno-wschodnim, aż do ujścia do rzeki Javari.